# Associação Desportiva do Bairro Craveiro Lopes

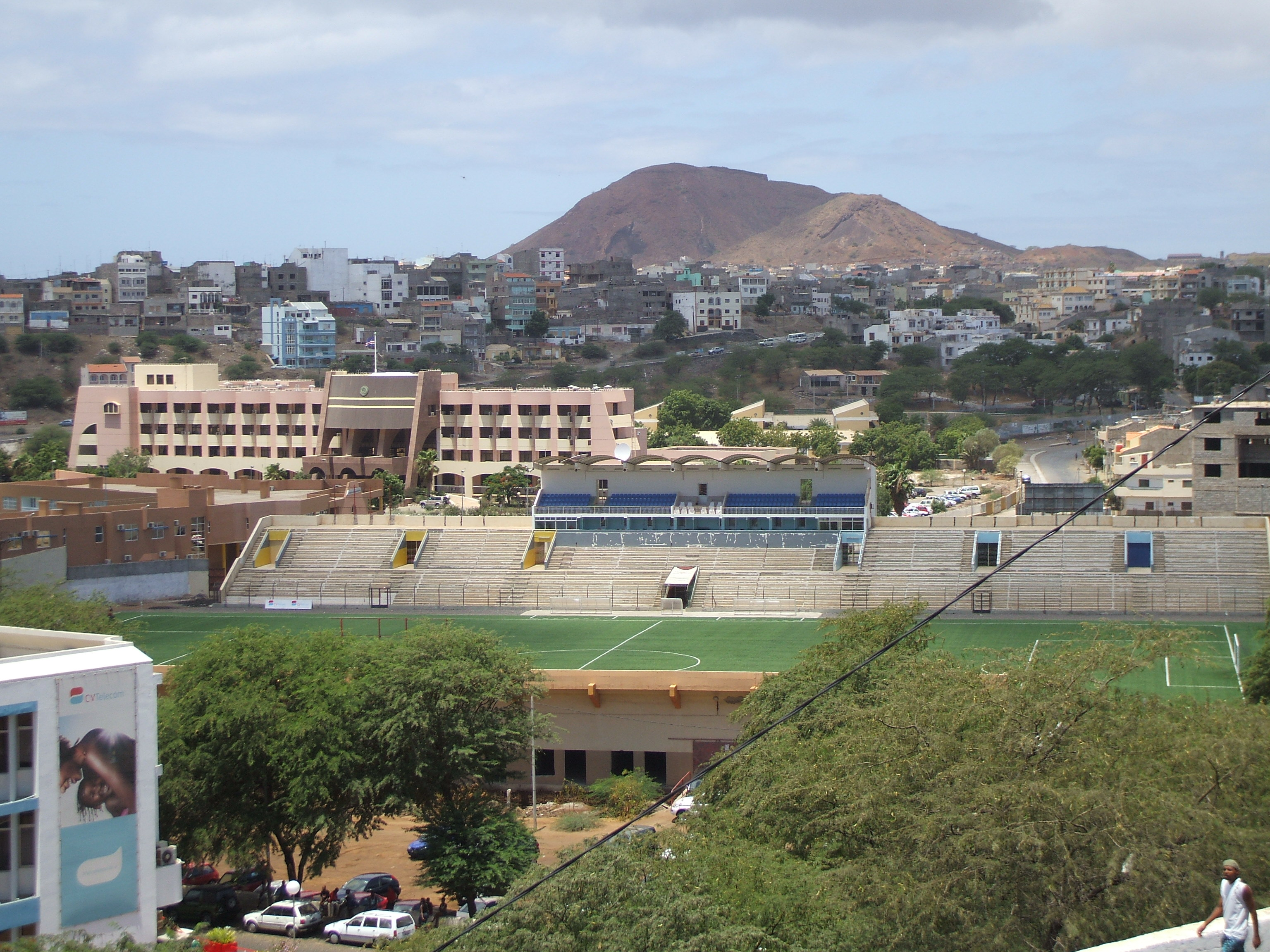
Stade de Várzea, maison de Bairro

Pour les articles homonymes, voir Bairro, Craveiro et Lopes.
Maillots
L'Associação Desportiva do Bairro Craveiro Lopes est un club cap-verdien de football basé à Craveiro Lopes sur l'Ile de Praia.

## Histoire
- 1975 : Fondation du club

## Palmarès
- Coupe de Praia :
  - Vainqueur en 1995

## Bilan saison par saison

### Compétition nationale
|      | Groupe | Classement | Points | Journées | V | N | D | B.M. | B.P. | Diff. |
| 2008 | 1B     | 2          | 8 pts  | 5        | 2 | 2 | 1 | 12   | 5    | +7    |

### Compétition régionale
|         | Groupe | Classement | Points | Journées | V | N | D  | B.M. | B.P. | Diff. |
| 2007-08 | 2      | 2          | -      | -        | - | - | -  | -    | -    | -     |
| 2013-14 | 2      | 7          | 16 pts | 18       | 4 | 4 | 10 | 13   | 23   | -10   |
| 2014-15 | 2      | 6          | 19 pts | 18       | 5 | 4 | 9  | 26   | 28   | -2    |

## Statistiques dans le championnat national
- Matchs gagnés :  3
- Buts marqués : 15
- Points engrangés : 8

## Anciens joueurs
- Fufuco
- Kuca (en 2010)
- Zé Piguita
- Tchesco